# Krajinou barona Ringhoffera
Naučná stezka Krajinou barona Ringhoffera připomíná Františka Ringhoffera, známého průmyslníka, který v 19. století významně ovlivnil vývoj krajiny Velkopopovicka a Kamenicka.

## Popis
Naučná stezka o délce cca 20 km vede z Mirošovic do Kamenice. Stezka byla zřízena Dobrovolným svazkem obcí Ladův kraj v květnu 2005. Stezka vede (až na závěrečný úsek z Kostelce u Křížků do Kamenice) po značených turistických trasách a nabízí celkem 10 zastávek s informačními panely. Stezka navazuje na pražskou integrovanou dopravu.
Přehled zastávek:
1. Začátek stezky
2. Tvář Ringhofferovy krajiny
3. Lesní studny
4. Historie a současnost velkopopovického pivovaru
5. Přírodní park Velkopopovicko
6. Zámek Štiřín
7. Kamenické hamry
8. Život a dílo barona Ringhoffera
9. Rotunda a kostel sv. Martina
10. Konec stezky